# Castle Hill (Maine)
Castle Hill ist eine Town im Aroostook County des Bundesstaates Maine in den Vereinigten Staaten. Im Jahr 2020 lebten dort 373 Einwohner in 206 Haushalten auf einer Fläche von 93,6 km². Die Towns Castle Hill, Mapletown und Chapman haben ein Abkommen für eine gemeinsame Verwaltung ihrer Towns getroffen. Die gemeinsame Verwaltung der Towns befindet sich in Mapletown. Castle Hill und Mapletown arbeiten so bereits seit 1947 zusammen und Chapman ist 1974 dazugekommen.

## Geographie
Nach den Angaben des United States Census Bureaus hat Castle Hill eine Fläche von 93,6 km², wovon 92,4 km² aus Land und 1,2 km² aus Gewässern bestehen.

### Geografische Lage
Castle Hill liegt in der Mitte des Aroostook County. Der Aroostook River fließt durch den Norden der Town. Es gibt mehrere kleinere Flüsse, die nordwärts in den Aroostook River münden, aber auch weitere, die Richtung Süden fließen. Es gibt keine Seen auf dem Gebiet der Town. Die Oberfläche ist eher eben, jedoch ziehen sich in nordsüdlicher Richtung einige Erhebungen zentral durch das Gebiet. Die höchste Erhebung ist der 385 m hohe Pyle Mountain.

### Nachbargemeinden
Alle Entfernungen sind als Luftlinien zwischen den offiziellen Koordinaten der Orte aus der Volkszählung 2010 angegeben.
- Norden: Wade, 4,7 km
- Nordosten: Washburn, 13,6 km
- Osten: Mapleton, 12,8 km
- Südosten: Chapman, 12,7 km
- Südwesten: Ashland, 18,1 km

Im Süden und Nordwesten Castle Hills liegen Gebiete, die nicht zur Besiedlung vorgesehen sind und keiner Verwaltung unterstehen. Sie sind allerdings zur späteren Verwendung oder für Großprojekte (z. B. dem Verlegen von Hochspannungstrassen von Elektrizitätswerken) in systematische Parzellen unterteilt. Im Süden befindet sich das Unorganized Territory Central Aroostook und im Nordwesten liegt Northwest Aroostook.

### Stadtgliederung
Auf dem Gebiet der Town Castle Hill gibt es nur eine Ansiedlung mit gleichem Namen.

### Klima
Die mittlere Durchschnittstemperatur in Castle Hill liegt zwischen −11,7 °C (11° Fahrenheit) im Januar und 18,3 °C (65° Fahrenheit) im Juli. Damit ist der Ort gegenüber dem langjährigen Mittel der USA um etwa 10 Grad kühler. Die Schneefälle zwischen Oktober und Mai liegen mit über fünfeinhalb Metern knapp doppelt so hoch wie die mittlere Schneehöhe in den USA, die tägliche Sonnenscheindauer liegt am unteren Rand des Wertespektrums der USA.

## Geschichte
Am 23. April 1866 organisiert als Castle Hill Plantation was das Gebiet zuvor bekannt als Township No. 12, Range 4, wurde die Siedlung am 25. Februar 1903 zur Town ernannt. Besiedelt wurde das Gebiet entlang der alten State Route, die Ashland mit Presque Isle verband. Als erster Siedler ließ sich 1843 Jabez Trask hier nieder, ein ehemaliger General der Miliz.

### Einwohnerentwicklung
| Volkszählungsergebnisse – Town of Castle Hill, Maine | Volkszählungsergebnisse – Town of Castle Hill, Maine | Volkszählungsergebnisse – Town of Castle Hill, Maine | Volkszählungsergebnisse – Town of Castle Hill, Maine | Volkszählungsergebnisse – Town of Castle Hill, Maine | Volkszählungsergebnisse – Town of Castle Hill, Maine | Volkszählungsergebnisse – Town of Castle Hill, Maine | Volkszählungsergebnisse – Town of Castle Hill, Maine | Volkszählungsergebnisse – Town of Castle Hill, Maine | Volkszählungsergebnisse – Town of Castle Hill, Maine | Volkszählungsergebnisse – Town of Castle Hill, Maine |
| Jahr                                                 | 1800                                                 | 1810                                                 | 1820                                                 | 1830                                                 | 1840                                                 | 1850                                                 | 1860                                                 | 1870                                                 | 1880                                                 | 1890                                                 |
| ---------------------------------------------------- | ---------------------------------------------------- | ---------------------------------------------------- | ---------------------------------------------------- | ---------------------------------------------------- | ---------------------------------------------------- | ---------------------------------------------------- | ---------------------------------------------------- | ---------------------------------------------------- | ---------------------------------------------------- | ---------------------------------------------------- |
| Einwohner                                            |                                                      |                                                      |                                                      |                                                      |                                                      |                                                      |                                                      | 237                                                  | 419                                                  | 537                                                  |
| Jahr                                                 | 1900                                                 | 1910                                                 | 1920                                                 | 1930                                                 | 1940                                                 | 1950                                                 | 1960                                                 | 1970                                                 | 1980                                                 | 1990                                                 |
| Einwohner                                            | 567                                                  | 532                                                  | 571                                                  | 617                                                  | 697                                                  | 581                                                  | 554                                                  | 519                                                  | 509                                                  | 449                                                  |
| Jahr                                                 | 2000                                                 | 2010                                                 | 2020                                                 | 2030                                                 | 2040                                                 | 2050                                                 | 2060                                                 | 2070                                                 | 2080                                                 | 2090                                                 |
| Einwohner                                            | 454                                                  | 425                                                  | 373                                                  |                                                      |                                                      |                                                      |                                                      |                                                      |                                                      |                                                      |

## Wirtschaft und Infrastruktur

### Verkehr
Durch die Stadt führt die Maine State Route 227 von Ashland nach Presque Isle. Einen Eisenbahnanschluss hatte die Stadt nie. Der nächstgelegene Flughafen mit Linienflugangebot befindet sich in Presque Isle.

### Öffentliche Einrichtungen
Castle Hill besitzt keine eigene Bücherei, die Ashland Community Library in Ashland ist die nächstgelegene Bücherei.
In Castle Hill gibt es kein Krankenhaus. Die nächstgelegenen Krankenhäuser für die Bewohner dieses Gebietes befinden sich in Caribou und Presque Isle.

### Bildung
Castle Hill gehört mit Presque Isle, Mapleton, Chapman und Westfield zum Maine School Administrative District #1.
Im Schulbezirk werden folgende Schulen angeboten:
- Zippel Elementary School in Presque Isle
- Mapleton Elementary School in Mapleton
- Pine Street Elementary School in Presque Isle
- Presque Isle Middle School in Presque Isle
- Presque Isle High School in Presque Isle
- Presque Isle Regional Career & Technical Center in Presque Isle